# Dalechampia anomala
Dalechampia anomala är en törelväxtart som beskrevs av Ferdinand Albin Pax och Käthe Hoffmann. Dalechampia anomala ingår i släktet Dalechampia och familjen törelväxter. Inga underarter finns listade i Catalogue of Life.